# Aimo Mäenpää
Aimo Matias Mäenpää (* 30. Januar 1937 in Isokyrö; † 11. April 2018 in Jyväskylä) war ein finnischer Ringer. Er war Vize-Europameister 1969 und Olympiateilnehmer 1964 und 1972 im griechisch-römischen Stil.

## Werdegang
Aimo Mäenpää begann als Jugendlicher mit dem Ringen. Er war zunächst Angehöriger des Sportclubs Oulun Pyrintö. Nachdem er Polizeibeamter geworden war, wurde er Mitglied des Sportclubs Jyväskylän Poliisi-Urheilijat. Auf nationaler Ebene rang er in beiden Stilarten, dem griechisch-römischen und dem freien Stil. Bei internationalen Meisterschaften konzentrierte er sich ganz auf den griechisch-römischen Stil.
Im Jahre 1963 wurde er erstmals finnischer Meister. Er gewann dabei den Titel im freien Stil im Halbschwergewicht (damals bis 97 kg Körpergewicht). Obwohl er im Zeitpunkt seines ersten Titelgewinnes bereits 26 Jahre alt war, gewann er im Laufe seiner langen Laufbahn bis 1973 noch weitere 20 finnische Meistertitel in beiden Stilarten.
1963 stand er auch in einer finnischen Ringermannschaft, die gegen Schweden rang. Dabei unterlag er gegen Per Svensson, besiegte aber Lennart Persson. 1964 qualifizierte er sich für die Teilnahme an den Olympischen Spielen in Tokio. Er besiegte dort im Halbschwergewicht Akira Nakaura aus Japan und Eugen Wiesberger aus Österreich jeweils nach Punkten und verlor gegen den späteren Olympiasieger Bojan Radew aus Bulgarien auf Schultern, womit er ausschied, weil er die höchstzulässige Fehlerpunktzahl von sechs erreicht hatte. Er kam in der Endabrechnung auf den 10. Platz.
1966 schnitt Aimo Mäenpää sowohl bei der Europameisterschaft in Essen als auch bei der Weltmeisterschaft in Toledo, Ohio sehr ehrenvoll ab. Beide Male belegte er im Halbschwergewicht den 5. Platz. In Essen siegte er dabei über Jürgen Klinge aus der DDR, Josip Čorak aus Jugoslawien und Tore Hem aus Norwegen. In Toledo gewann er über Yacoub Abousalloum aus dem Libanon und über Gets Johannes Viljoen aus den Niederlanden und rang gegen Nicolae Martinescu aus Rumänien unentschieden.
Aimo Mäenpää war auch bei der Europameisterschaft 1967 in Minsk am Start. Er kam auch dort zu zwei Siegen, ehe er gegen Wassili Merkulow aus der UdSSR unterlag, was erneut sein Ausscheiden wegen 6 Fehlerpunkten bedeutete. Er kam auf den 7. Platz. 1968 belegte er bei der Nordischen Meisterschaft hinter Per Svensson und Tore Hem den 3. Platz, konnte sich in diesem Jahr weder für die Europameisterschaften, noch für die Olympischen Spiele in Mexiko-Stadt qualifizieren.
Im Jahre 1969 nutzte er in Modena die Gunst der Stunde, als bei der Europameisterschaft die meisten sehr starken Mannschaften aus den Ostblock-Staaten fehlten und gewann im Schwergewicht, einer Gewichtsklasse, die 1969 nach einer Gewichtsklassenreform durch den internationalen Ringerverband ihr Limit bei 100 kg Körpergewicht hatte, mit Siegen über Gürbüz Lü aus der Türkei und Francesco Filipponi aus Italien und einer Niederlage im Endkampf gegen Per Svensson eine EM-Silbermedaille.
Nach einer zweijährigen Pause bei internationalen Meisterschaften gelang Aimo Mäenpää im Jahre 1972 ein Comeback. Er belegte bei der Europameisterschaft in Kattowitz mit Siegen über Marin Kolew aus Bulgarien und Leif Nordström aus Schweden und Niederlagen gegen Nikolai Jakowenko aus der UdSSR u. Nicolae Martinescu einen guten 6. Platz. Es gelang ihm dann auch, sich noch einmal für die Teilnahme an den Olympischen Spielen in München zu qualifizieren. In München kam er im Schwergewicht nach Niederlagen gegen Christo Ignatow aus Bulgarien und Tore Hem aber nur auf den 11. Platz.
Nach einem 2. Platz bei den Nordischen Meisterschaften 1973 im Superschwergewicht beendete er dann seine internationale Ringerkarriere.

## Internationale Erfolge
| Jahr | Platz | Wettbewerb                        | Gewichtsklasse | |
| 1964 | 10.   | OS in Tokio                       | Halbschwer     | mit Siegen über Akira Nakaura, Japan u. Eugen Wiesberger, Österreich u. einer Niederlage gegen Bojan Radew, Bulgarien                                                                   |
| 1965 | 2.    | Nordische Meisterschaft           | Halbschwer     | hinter Per Svensson, Schweden, vor Tore Hem, Norwegen |
| 1966 | 5.    | EM in Essen                       | Halbschwer     | mit Siegen über Jürgen Klinge, DDR, Josip Čorak, Jugoslawien u. Tore Hem u. Niederlagen gegen Alexei Karmazkich, UdSSR u. Per Svensson                                                  |
| 1966 | 5.    | WM in Toledo (Ohio)               | Halbschwer     | mit Siegen über Yacoub Abousalloum, Libanon u. Gets Johannes Viljoen, Niederlande, einem Unentschieden gegen Nicolae Martinescu, Rumänien u. einer Niederlage gegen Ferenc Kiss, Ungarn |
| 1967 | 4.    | "Iwan-Podubbny"-Turnier in Moskau | Halbschwer     | hinter Wassili Merkulow und Nikolai Jakowenko, bde. UdSSR u. Ferenc Kiss |
| 1967 | 7.    | EM in Minsk                       | Halbschwer     | mit Siegen über Renato Zanatta, Italien u. Gürbüz Lü, Türkei u. einer Niederlage gegen Wassili Merkulow                                                                                 |
| 1968 | 3.    | Nordische Meisterschaft           | Halbschwer     | hinter Tore Hem u. Per Svensson |
| 1969 | 2.    | EM in Modena                      | Schwer         | mit Siegen über Gürbüz Lü u. Francesco Filipponi, Italien u. einer Niederlage gegen Per Svensson                                                                                        |
| 1972 | 6.    | EM in Kattowitz                   | Schwer         | mit Siegen über Marin Kolew, Bulgarien u. Leif Nordström, Schweden u. Niederlagen gegen Nikolai Jakowenko u. Nicolae Martinescu                                                         |
| 1972 | 11.   | OS in München                     | Schwer         | nach Niederlagen gegen Christo Ignatow, Bulgarien u. Tore Hem |
| 1973 | 2.    | Nordische Meisterschaft           | Superschwer    | hinter Gunder Gundersen, Norwegen, vor Lennart Svensson, Schweden |

Anm.: alle Wettbewerbe im griechisch-römischen Stil, OS = Olympische Spiele, WM = Weltmeisterschaft, EM = Europameisterschaft, Halbschwergewicht, bis 1968 bis 97 kg, ab 1969 bis 90 kg, Schwergewicht, bis 1968 über 97 kg, ab 1969 bis 100 kg, Superschwergewicht, ab 1969 über 100 kg Körpergewicht

## Finnische Meisterschaften
Zwischen 1963 und 1973 gewann Aimo Mäenpää insgesamt 21 finnische Meistertitel in beiden Stilarten in den Gewichtsklassen Halbschwer-, Schwer- oder Superschwergewicht.